# Sint-Jozef-Colomakerk

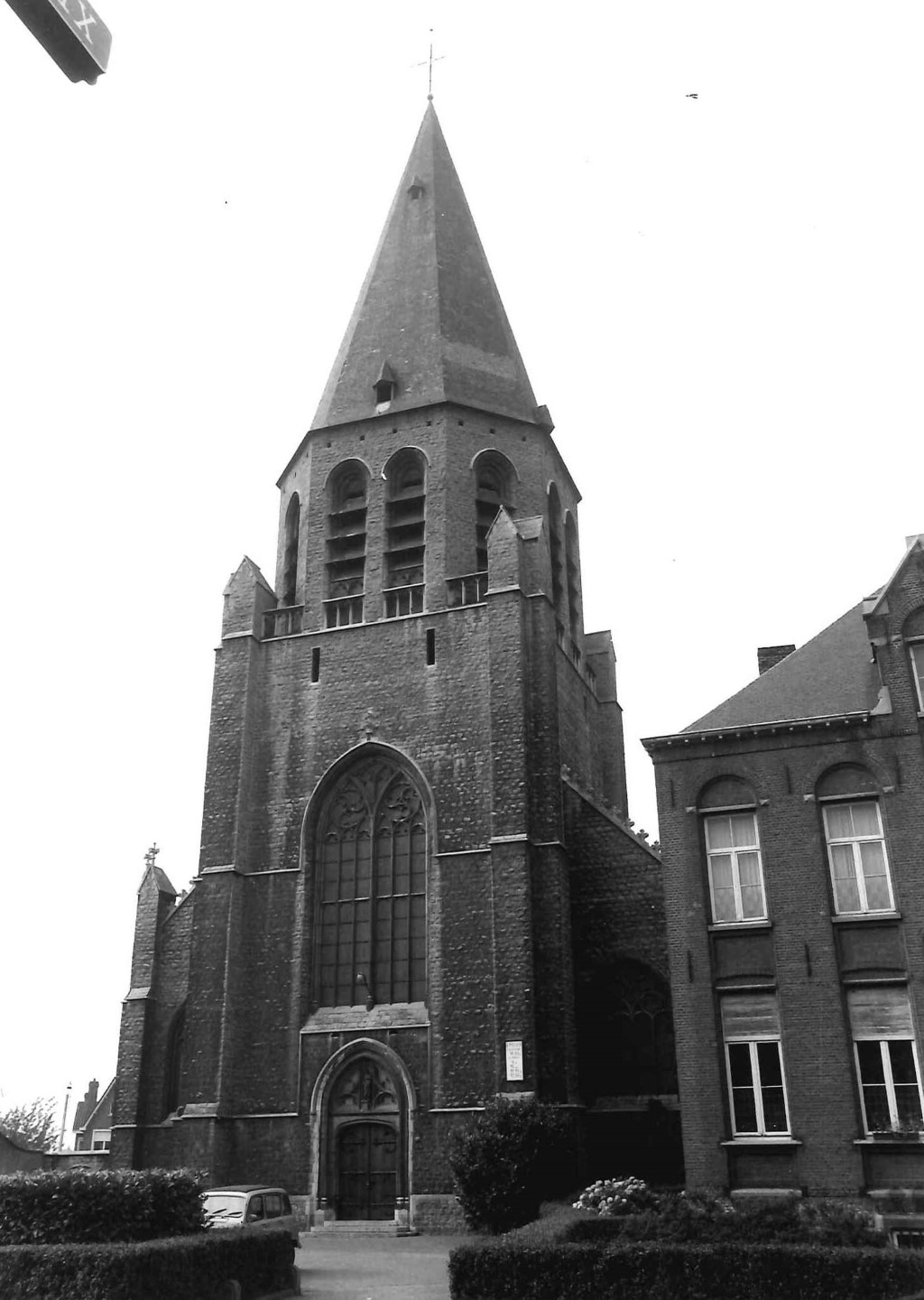
Sint-Jozef-Colomakerk

De Sint-Jozef-Colomakerk in Mechelen staat in het midden van wat eens het gehucht Hanswijkenhoek was.
Door de stadsuitbreiding aan het eind van de 19de eeuw was ook de parochiekerk aan vernieuwing toe. De huidige kerk is beschermd als monument sinds 8 september 2008. Na het erkennen als monument is de kerk volledig gerenoveerd.  
In 1913 werd begonnen met de bouw van het gebouw, afgerond in 1916. Het laat-neogotische ontwerp is van provinciaal architect Edward Careels. De markante achtkantige toren is een opvallend kenmerk en bestaat volledig uit natuursteen. Ook de rijkelijke glasramen kenmerken het exterieur. 

## Bron
- https://www.mechelen.be/sint-jozef-colomakerk
- Inventaris Onroerend erfgoed